# Mejeriprodukt

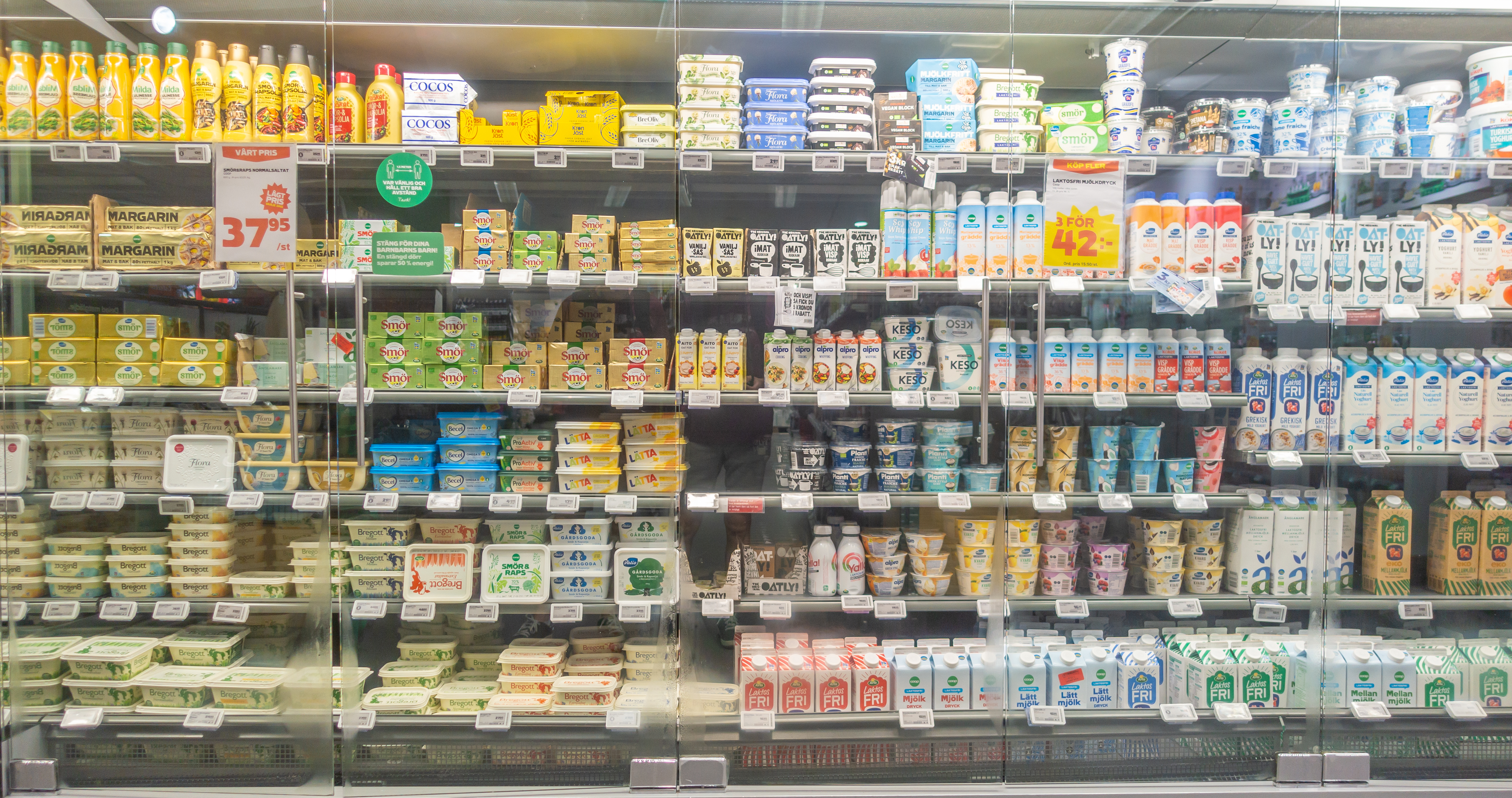
Mejeriprodukter i en livsmedelsaffär.

Mejeriprodukt är ett samlande ord för matprodukter som produceras av mjölk såsom dryckesmjölk, kulturmjölk, grädde, ost och smör.
Vanligast är komjölk, men ibland används mjölk från andra däggdjur som till exempel getter, får, jakar, kameler, vattenbufflar eller hästar. En anläggning som tillverkar mejeriprodukter kallas mejeri. Historiskt har mejeriprodukter varit vanligt förekommande i Europa, Mellanöstern och det indiska köket, medan de varit nästan okända i östasiatisk mat. En orsak till detta tros vara att en majoritet av befolkningen i de östasiatiska länderna, men även Sydamerika och Afrika, är laktosintoleranta.
Sedan 1980-talet har det pågått en medveten strategi att öka konsumtionen av mjölkprodukter i Asien och Stillahavsregionen för att minska hunger och undernäring. Regionen är nu världens största producent av mjölkprodukter och Indien är det land som producerar mest.
Växtbaserade produkter som efterliknar mjölkbaserade produkter har också kommit att betecknas som mejeriprodukter.

## Vanliga mejeriprodukter
- Konsumtionsmjölk
- Filmjölk
- Crème fraîche
- Glass
- Smör
- Ost
- Gräddfil
- Yoghurt
- Ayran